# Clausia
Clausia là chi thực vật có hoa trong họ Cải.